# Novolikarske, Domanivka
Novolikarske (în ucraineană Новолікарське) este un sat în comuna Zelenîi Iar din raionul Domanivka, regiunea Mîkolaiiv, Ucraina.

## Demografie
Componența lingvistică a localității Novolikarske
     Ucraineană (95,59%)
     Română (2,94%)
     Rusă (1,47%)
Conform recensământului din 2001, majoritatea populației localității Novolikarske era vorbitoare de ucraineană (95,59%), existând în minoritate și vorbitori de română (2,94%) și rusă (1,47%).